# التلصص (رواية)
التلّصص الرواية التاسعة من روايات صنع الله إبراهيم، ويعد من نجوم الأدب الستيّني. نشرت هذه الرواية سنة 2007م في القاهرة عن دار المستقبل العربي، ويهدف كاتبها لتسليط الضوء على القضايا الهاّمة التي ملأت ذهنه وكّونت همومه.

## حول الرواية
صّور لنا صنع الله إبراهيم في هذه الرواية مصر في عام1948م، تدور أحداث هذه الرواية حول حكاية الابن الصغير الذي يروي كل شيء حوله ووالده الذي يرعاه، يتحدث صنع الله مناقشا القضايا المعاصرة في القاهرة وذلك على لسان طفل راو متلصص، يعيدنا الراوي إلى زمن طفولته عندما كان في الخامسة من عمره، ويشرح لنا بأدق التفاصيل بما كان يرى ويسمع، عينيه مراقبة، وثاقبة لأدق الأشياء، يترصد ويختطف المشاهد والتفاصيل الدقيقة ليخزنها في عقله الباطني، يرصد الطفل كل ما كان يدور حوله، تحركات الناس وخصوصياتهم وصفوف مدرسته وعادات الشارع والسوق والساحات العامة والمساجد في زمنه وبوصف جذاب ومفصل يجعلك تسافر في زمنه وتعيش لحظاته.
عادة التلصص هي عادة الطفل، وهو شيء لا يدركه الأ في الرواية لصغر سن ابنه «المتلصص»، وخاصة عند اصطحاب الأب للابن معه أينما ذهب، فيشهد الطفل على جميع أحاديث الأدب مع بعض الأشخاص عن السياسة والفن والأدب والنساء والحالة الاجتماعية في مصر في زمن الحرب.
تركز هذه الرواية على كثير من الموضوعات المهمة ولعل أهمها: المواضيع السياسية، حيث وضح الموضوع السياسي في هذه الرواية مسار ذلك الزمن، من حيث النظام الملكي في تلك الفترة وانغماسه في ملذات الحياة بينما يجوع الشعب، وفلسطين أضحت منذ تلك الفترة تضيع، في أزمنة الهيمنة البريطانية والفرنسية على العادات والتقاليد في البلدان العربية.  
يرينا صنع الله إبراهيم من خلال روايته «التلصص» الحقائق المرّة عن المجتمع والحكومة التي تمتلئ بالنفاق والزيف والخداع على لسان طفل بريء.

## مقتطفات من الرواية
- “أقف خلف الزجاج، ألصق وجنتي بسطحها، لأتمكن من رؤية المنزل، الواقع على الناصية، نافذة صبري أفندي مفتوحة، تظهر زوجته لحظة، ثم تختفي، قصيرة سمينة، يمتلئ وجهها بحبوب الحمونيل، أولادها أيضاً، البنت الكبيرة سهام، والوسطى سها، والصغيرة سلمى وسمير الأصغر منها”.[4]

- “نتمهل في مدخل الحارة المظلمة، نخطو في بطء، ضوء خفيف، من خصاص الأبواب الخشبية للبلكونات، شيش بلكونة المنزل المقابل لنا مفتوح، لكن المصاع الزجاجي مغلق والستائر مسدلة خلفه، نتعثر في مدخل المنزل، نصعد الدرجات القليلة المتآكلة، باب شقتنا المظلمة يمين السلم المؤدي إلى الطوابق العليا، إلى اليسار فجوة غامضة تؤدي إلى مخزن البقالة أتجنب النظر نحوها”.[4]